# Groupe de combat d'Auschwitz
Le Groupe de combat d’Auschwitz (en allemand Kampfgruppe Auschwitz) — aussi appelé Mouvement, Organisation ou Groupe international de résistance — , d'orientation communiste et socialiste, est né en mai 1943 principalement de la fusion d'un groupe de résistance autrichien et d'un groupe polonais de résistance du camp-souche d'Auschwitz (Stammlager).

## Création
À la fin de l'année 1942 se constitue au camp-souche d’Auschwitz un groupe de résistance autrichien qui vient s'ajouter à d'autres groupes par nationalités. Ce groupe, créé à l'initiative de Hermann Langbein, Ernst Burger, Rudolf Friemel et Ludwig Vesely, coopère d’abord essentiellement avec les détenus allemands. Afin de coordonner et de renforcer les activités de résistance à Auschwitz, on recherche dès la fin de 1942 les possibilités d'une coopération avec le groupe polonais qui est le plus nombreux. Hermann Langbein et Ernst Burger du groupe autrichien ainsi que Józef Cyrankiewicz et Tadeusz Hołuj d'un groupe polonais de gauche se mettent finalement d'accord au printemps 1943 pour constituer un réseau commun de résistance. Au début du mois de mai 1943, on décide à l'issue d’une réunion de concertation au Block 4 du camp-souche de doter ce nouveau groupe de résistance d'une direction internationale. Il est dénommé en interne, sur proposition de Langbein, Groupe de combat d'Auschwitz (Kampfgruppe Auschwitz), en polonais Grupa Bojowa Oświęcim (GBO).

## Direction
Dans un premier temps, la direction internationale est composée comme suit :
- Ernst Burger (pseudonyme Adam) : dirigeant politique du Groupe de combat d'Auschwitz[4],
- Hermann Langbein (pseudonyme Wiktor) : chargé d'agir auprès du personnel SS pour obtenir une réduction des mesures de répression[4],
- Józef Cyrankiewicz (pseudonyme Rot) : agent de liaison pour la coopération avec les groupes de résistance à l'extérieur du camp[4],
- Tadeusz Hołuj (pseudonyme Robert) : agent de liaison pour la coopération avec les groupes de résistance à l’intérieur du camp[4].

Un renouvellement de la direction s'impose quand Langbein et de Hołuj sont transférés vers d'autres camps de concentration en août et octobre 1944, et qu'Ernst Burger est incaréré fin octobre 1944 après l’échec de sa tentative d’évasion. Seul Józef Cyrankiewicz reste à son poste. Heinrich Dürmayer (Lagerältester), Ludwig Soswinski et Bruno Baum remplacent respectivement Hermann Langbein, Tadeusz Hołuj et Ernst Burger dans leurs fonctions, et ceci jusqu'à l'évacuation du camp.

## Composition
Le Groupe de combat d’Auschwitz se compose notamment de communistes, de socialistes, de brigadistes et de résistants, originaires essentiellement d’Autriche et de Pologne, mais aussi de France, d'Allemagne, de Yougoslavie, de Tchécoslovaquie et d'Union Soviétique. De nombreux détenus juifs en font également partie. Parmi les membres importants du Groupe, on peut citer Alfred Klahr, Karl Lill, Franz Danimann et Josef Meisel.

## Organisation
Au 2e niveau, en-dessous de la direction internationale, un ensemble de sections sont chargées de certaines missions telles que la remontée d'informations et de nouvelles. Ces sections sont composées de détenus membres du Groupe de combat d'Auschwitz actifs dans les camps annexes, les kommandos de travail et les kommandos extérieurs. Au dernier échelon se situent les cellules dans lesquelles les détenus de ces kommandos sont regroupés. Pour éviter que le Groupe ne soit totalement découvert, les membres ne se connaissent pas tous, ou ne connaissent que leurs agents de liaison.

## Activités
Les membres du Groupe de combat occupent principalement des fonctions et des positions influentes dans la gestion confiée aux déportés eux-mêmes, ce qui leur permet notamment de venir en aide à l'infirmerie à leurs codétenus malades ou en danger de mort. D'autres actions de résistance consistent à réduire les sévices imposés par les kapos, à évincer les détenus de droit commun des postes-clefs dans l'administration, à organiser des évasions, à fournir de la nourriture et des médicaments ainsi qu'à démasquer les détenus qui renseignent les SS. L'infirmière Maria Stromberger est très active à partir de 1944 dans l'échange d’informations avec les groupes de résistance polonais à l'extérieur du camp. C’est ainsi que sont envoyés aux alliés des plans de la ligne ferroviaire menant à Auschwitz-Birkenau et des rapports sur les chambres à gaz et les fours crématoires dans les camps d’Auschwitz avec la demande expresse que soient bombardées ces structures afin d'arrêter au moins provisoirement les mises à mort. Le travail politique et de propagande consiste entre autres à combattre l'antisémitisme et la propagande nazie à l'intérieur du camp et à promouvoir la solidarité entre les détenus.
Le but à long terme du Groupe de combat d’Auschwitz est un soulèvement armé du camp contre le personnel SS en concertation avec le soutien des groupes de résistance polonais se trouvant à l’extérieur du camp. Dans cette optique, le Groupe de combat cherche à conclure un accord avec l'organisation de Witold Pilecki, la Związek Organizacji Wojskowych (ZOW - Union des organisations armées). Entre-temps, Pilecki s'était évadé (en avril 1943) pour convaincre les alliés occidentaux d’attaquer Auschwitz, ce à quoi il n'était pas parvenu. Les deux réseaux de résistance parviennent au printemps 1944 à mettre sur pied un Conseil militaire du camp avec, à sa tête, les détenus Henryk Bartosiewicz et Bernard Świerczyna de la ZOW ainsi que Józef Cyrankiewicz et Hermann Langbein du Groupe de combat. Le plan étant de faire investir le camp par les militaires, la coordination est confiée à l’officier de l'Armia Krajowa (armée de l'intérieur) qui commande la circonscription de Śląsk (Silésie).
Après l'évasion réussie de quelques membres du Groupe en été 1944, c'est au tour d'autres membres de s'enfuir pour coordonner la libération planifiée du camp depuis l'extérieur. C'est ainsi qu'Ernst Burger et quatre Polonais, Zbyszek Raynoch, Piotr Piaty, Bernard Swierczyna et Edward Pys, prévoient de s'évader du camp-souche le 27 octobre 1944. Pys doit être remplacé par Czescek Duzel. Deux SS sont soudoyés pour assurer la sortie de ces détenus dans des caisses à bord d'un camion jusqu'à une base de résistants située en dehors du camp. Mais l'un des SS révèle l'affaire. Burger et ses 4 camarades sont amenés à la politische Abteilung - section politique (Gestapo du camp) - pour y être interrogés. Ils tentent de s'empoisonner et seuls Raynoch et Duzel meurent. Ernst Burger et les deux autres Polonais survivent après un lavage d'estomac. Ils sont conduits au Block 11, de même que Rudolf Friemel et Ludwig Vesely qui avaient gagné les 2 SS à leur cause, mais malgré les tortures subies, aucun ne livre d'information. Ernst Burger, Piotr Patry, Bernard Świerczyna, Rudi Friemel et Ludwig Vesely sont pendus le 30 décembre 1944 sur la place d'appel du camp devant les 15 000 détenus rassemblés.
Après cette tentative d'évasion ratée, le Groupe réduit ses activités et tente, dans la phase finale du camp, de mettre en sécurité d'importants documents originaux du camp, pour les transmettre à la postérité. Le Groupe de combat ne prend pas part à la révolte du Sonderkommando à Auschwitz-Birkenau du 7 octobre 1944, car il compte sur une libération prochaine du camp par l'Armée Rouge et ne veut pas risquer une liquidation massive des détenus.